# Corycaeus affinis
Corycaeus affinis är en kräftdjursart som beskrevs av McMurrich 1916. Corycaeus affinis ingår i släktet Corycaeus och familjen Corycaeidae. Inga underarter finns listade i Catalogue of Life.